# Radical 53

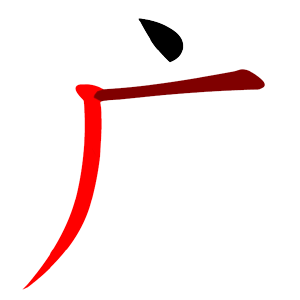

Le radical 53 (广), qui signifie falaise ou maison au falaise, est un des 31 des 214 radicaux chinois répertoriés dans le dictionnaire de Kangxi composés de trois traits.
Le caractère Unicode de 广 est 5E7F.

## Caractères avec le radical 53
| nombre de traits          | caractères                                |
| ------------------------- | ----------------------------------------- |
| Sans trait supplémentaire | 广                                        |
| 2 traits supplémentaires  | 庀 庁 庂 広                               |
| 3 traits supplémentaires  | 庄 庅 庆                                  |
| 4 traits supplémentaires  | 庇 庈 庉 床 庋 庌 庍 庎 序 庐 庑 庒 库 应 |
| 5 traits supplémentaires  | 底 庖 店 庘 庙 庚 庛 府 庝 庞 废          |
| 6 traits supplémentaires  | 庠 庡 庢 庣 庤 庥 度                      |
| 7 traits supplémentaires  | 座 庨 庩 庪 庫 庬 庭 庮 庯                |
| 8 traits supplémentaires  | 庰 庱 庲 庳 庴 庵 庶 康 庸 庹 庺 庻 庼    |
| 9 traits supplémentaires  | 庽 庾 庿 廀 廁 廂 廃 廊                   |
| 10 traits supplémentaires | 廅 廆 廇 廈 廉 廋 廌                      |
| 11 traits supplémentaires | 廄 廍 廎 廏 廐 廑 廒 廓 廔 廕 廖 廗 廘    |
| 12 traits supplémentaires | 廙 廚 廛 廜 廝 廞 廟 廠 廡 廢 廣 廤       |
| 13 traits supplémentaires | 廥 廦 廧 廨 廩 廪                         |
| 15 traits supplémentaires | 廫                                        |
| 16 traits supplémentaires | 廬 廭                                     |
| 17 traits supplémentaires | 廮 廯 廰                                  |
| 18 traits supplémentaires | 廱                                        |
| 19 traits supplémentaires | 廲                                        |
| 22 traits supplémentaires | 廳                                        |